# Mesapamea secalina
Mesapamea secalina är en fjärilsart som beskrevs av Jacob Hübner 1808. Mesapamea secalina ingår i släktet Mesapamea och familjen nattflyn. Inga underarter finns listade i Catalogue of Life.